# Geert Groote
Geert Groote, také Geert de Groot, latinsky Gerhardus magnus (1340, Deventer – 20. srpna 1384 tamtéž) byl holandský kazatel, mystik a náboženský reformátor, zakladatel sdružení Bratří společného života a inspirátor hnutí Devotio moderna. Hnutí mělo veliký úspěch v Nizozemí, v Německu a ve Francii hlavně v 15. století a ovlivnilo i náboženské postoje reformátorů.

## Život a dílo
Narodil se v zámožné rodině, studoval nejprve v Cáchách, od roku 1355 filosofii a teologii v Paříži, kde roku 1358 promoval a studoval ještě také astronomii, lékařství a kanonické právo v Kolíně nad Rýnem a v Praze. 1366 navštívil papežský dvůr v Avignonu a stal se kanovníkem v Utrechtu. Pohodlný život preláta jej roku 1374 omrzel a vstoupil do kartuziánského kláštera u Arnhemu. Od roku 1379 působil jako kazatel po celém Nizozemí a ovšem také kritizoval praxi mnoha kněží, zpočátku s podporou svého biskupa. Jiní ho ale obvinili z hereze a podle některých pramenů dosáhli, že biskup proti němu zakročil. Nicméně se zdá, že kázal až do své smrti roku 1384 při moru v Deventeru. Groote měl také zajímavé styky s předhusitskými Čechami: sám studoval nějaký čas v Praze a svého nástupce a pokračovatele Radewijna poslal studovat na pražskou univerzitu.
Roku 1387 založili jeho žáci ve Windesheimu u Zwolle komunitu a klášter Bratří společného života, jež se pak rozšířila i do Francie a Německa. Tito jeho pokračovatelé šířili jeho spisy a založili tak hnutí Devotio moderna, jež mělo velký vliv na městskou zbožnost 15. a 16. století. Nejvýznamnějším z jeho (přímých nebo nepřímých) žáků byl Tomáš Kempenský, jehož Následování Krista bylo – vedle Bible – dlouho nejčtenější knihou vůbec. Gert Groote se tak stal jedním ze zakladatelů křesťanského humanismu pozdního středověku.